# Hockley County
Hockley County är ett administrativt område i delstaten Texas, USA. År 2010 hade county 22 935 invånare (2010). Den administrativa huvudorten (county seat) är Levelland. 

## Geografi
Enligt United States Census Bureau så har countyt en total area på 2 354 km². 2 352 km² av den arean är land och 3 km² är vatten. 

### Angränsande countyn
- Lamb County - norr
- Lubbock County - öster
- Terry County - söder
- Cochran County - väster